# 池田整治
池田 整治（いけだ せいじ、1955年〈昭和30年〉3月22日 - ）は、日本の作家、元陸上自衛官、最終階級は陸将補。空手道七段。
ほか全日本実業団空手道連盟理事長、東藝術倶楽部顧問でもある。愛媛県南宇和郡愛南町（旧一本松町）生まれ。

## 略歴
- 1973年（昭和48年） - 陸上自衛隊少年工科学校前期課程修了、防衛大学校入学[3]。
- 1977年（昭和52年） -　防衛大学校（国際関係論）卒業、陸上自衛隊入隊[3]。
- 1991年（平成3年） -　陸幕運用1班勤務[3]。
- 1999年（平成11年） -　富士訓練センター準備室長[3]。
- 2000年（平成12年） -　北部方面総監部広報室長[3]。
- 2005年（平成17年） -　第49普通科連隊長[3]。
- 2008年（平成20年） -　陸上自衛隊小平学校人事教育部長[3]。
- 2010年（平成22年）12月 - 退官。

## 著書
- 『原発と陰謀―─自分の頭で考えることこそ最高の危機管理』講談社　2011年[4]
- 『転生会議』ビジネス社　2011年
- 『心の旅路』新風舎　2005年　改版で新日本文芸協会 （星雲社）2011年
- 『ついに来たプラズマ・アセンションの時　―ムーの末裔たる日本人よ! 縄文・明日香文明の再始動で地球消滅を救え!―』ヒカルランド　2012年
- 『この国を操り奪う者たち ―私が自衛隊で見て知った本当の敵―』ヒカルランド　2015年[5]
- 菅沼光弘・北芝健共著『サバイバル・インテリジェンス』ヒカルランド、2015年

「マインドコントロール」シリーズ
- 『マインドコントロール　―日本人を騙し続ける支配者の真実―』ビジネス社　2011年[6]
- 『マインドコントロール2　―今そこにある情報汚染―』ビジネス社　2011年
- 『超マインドコントロール　―日本人はいつまで騙され続けるのか！―』マガジンハウス　2011年